# Сергиевский всей артиллерии собор
Сергиевский всей артиллерии собор — утраченный собор во имя преподобного Сергия Радонежского в Санкт-Петербурге, на пересечении Сергиевской улицы и Литейного проспекта.

## История

### Первые храмы
Первая деревянная церковь во имя Сергия Радонежского для рабочих Литейного двора была построена в 1731 году. Однако в 1738 году она сгорела, и в следующем году был освящён новый храм, построенный по проекту архитектора И. Шумахера. Церковь была устроена без архитектурных украшений и шпица, кроме того, вскоре оказалась тесной. В связи с последним в 1743 году, по повелению императрицы Елизаветы, была заложена новая, каменная, церковь по проекту того же архитектора. Её освящение 24 сентября (5 октября) 1746 года совершил архиепископ Феодосий (Янковский).

### Собор
В 1796 году взамен старой церкви началось строительство нового храма. Автором проекта стал архитектор Ф. И. Демерцов. Возведение храма велось на средства артиллерийского ведомства. 25 сентября (6 октября) 1798 года был освящён Никольский придел, в ноябре того же года — придел святого Архангела Михаила, а 5 (16) июля 1800 года — главный престол.
В 1803 году церковь получила статус собора, а в 1831 году была передана в военное ведомство. В течение первого века существования убранство собора претерпело ряд изменений. Так, в 1815 году иконы в приделах были заменены новыми, расписаны своды, а в
1860-х годах академиком Н. А. Зауервейдом были написаны в парусах евангелисты, на стенах — две картины из жизни преподобного Сергия.

В 1914—1916 годах собор был расширен архитектором Л. Бенуа. А. Т. Платуновым при участии С. Т. Шелкова расписан притвор, купол и своды; на северной и южной стенах на полотне два сюжета: «Явление Божией Матери прп. Сергию» и «Прп. Сергий благословляет Дмитрия Донского». 

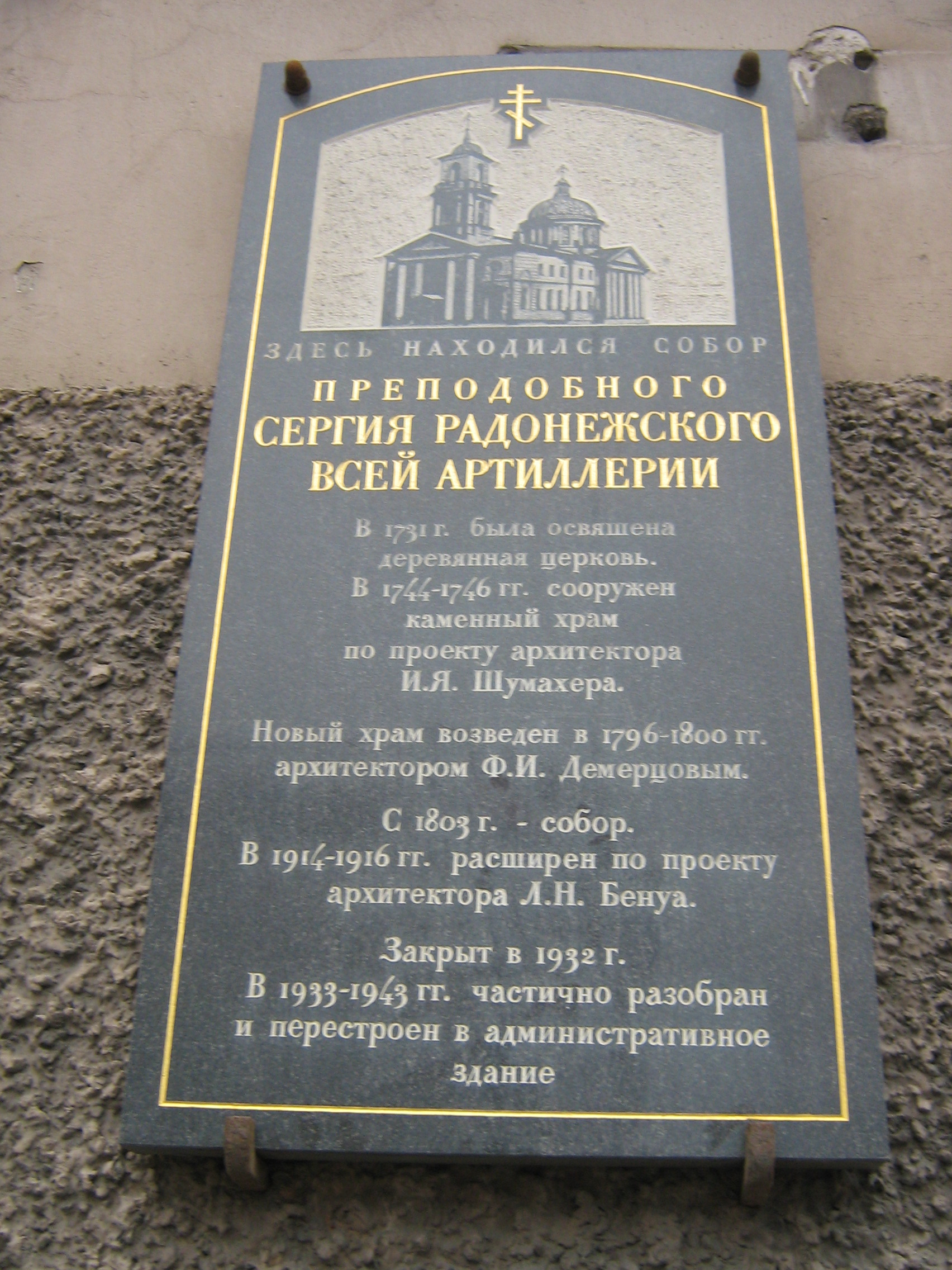
Памятная доска на месте храма

В 1915 году рядом с храмом была построена часовня-усыпальница для павших офицеров-артиллеристов. С 1869 года при приходе, по инициативе княгини Е. Э. Трубецкой был создан Сергиевский приют для призрения бедных детей.
В 20-е годы прихожанкой храма была Лыкошина Анна Петровна, прославленная в лике новомучеников на Юбилейном Архиерейском Соборе 2000 года.
Собор был закрыт 31 мая 1932 г. и через 2 года после частичного разбора перестроен по проекту архитектора И. Ф. Безпалова в административное здание, входившее в комплекс зданий ОГПУ-НКВД.
В 2008 году на доме 6 по Литейному проспекту открыта мемориальная доска в память соборе (по проекту архитектора В. Растеряева).

## Архитектура, убранство
Храм представлял собой однокупольное здание, прямоугольное в плане. Собор был рассчитан на 2000 человек. С трёх сторон были устроены портики, с ионическими колоннами на гранитном основании. Купол был устроен на барабане с 12 окнами. Над западным входом была установлена четырёхугольная колокольня.
В храме было три придела: главный — преподобного Сергия Радонежского, правый (южный) — святителя Николая Чудотворца, левый (северный) — святого Архистратига Михаила. Иконостас главного придела был деревянным с прорезными Царскими вратами. За боковыми приделами располагались комнаты, в которых хранились древние иконы и утварь. Образ Господа Саваофа был написан художником В. К. Шебуевым.
Из святынь и утвари были примечательны:
- Серебряный ковчег в главном приделе в виде пятиглавого храма, поднесённый в 1841 году генералом А. Х. Эйлером.
- Тихвинская икона Божией Матери
- Облачение, подаренное в храм графом П. А. Зубовым.